# Ди Орио, Николас
Ни́колас Ди О́рио (4 февраля 1921 — 11 сентября 2003) — член национальной сборной США на чемпионате мира 1950. Он включён в Национальный футбольный зал славы.

## Ранние годы
Ди Орио вырос в Питтсбурге, штат Пенсильвания, и в 1939 году окончил среднюю школу Саут Файетт Тауншип. В средней школе он был известен как хороший баскетболист, по одной из версий, набрал 50 очков в одной игре. В то же время помимо баскетбола он был перспективным футболистом и играл за клуб «Авелла Джуниорс». В 1939 году его клуб выиграл молодёжный национальный чемпионат, известный как Кубок Макгуаера.

## Карьера игрока

### Клубная карьера
Зарабатывая на жизнь будучи фабричным рабочим, Ди Орио посвящал всё свободное время своему увлечению — игре в футбол. В 1942 году он был в составе «Моргана», с которым проиграл Национальный любительский кубок «Фолл-Риверу». Тем не менее, команда выиграла турнир в 1943 году, победив «Санта-Марию». В 1944 году «Морган» в третий раз подряд вышел в финал любительского кубка, но проиграл «Айнтрахту». В 1946 году Ди Орио покинул «Морган» и перешёл в «Питтсбург Индианс» из новосозданной Североамериканской лиги соккера. В 1947 году он перешёл в «Чикаго Викингс». После распада NAFSL после сезона 1947 года Ди Орио в сентябре вернулся в «Морган». В 1949 году клуб выиграл Открытый кубок США по футболу. В 1950 году он был в составе «Хармавилл Харрикейнс», когда проиграл в финале Национального любительского кубка «Понта Дельгаде». В 1951 году Ди Орио проиграл ещё один финал Любительского кубка, уже четвёртый. Тем не менее, «Хармавилл» в 1952 году выиграл Открытый кубок США. В какой-то момент он покинул «Хармавилл» и подписал контракт с «Питтсбург Бидлинг», с которым и закончил свою карьеру в 1959 году. На протяжении двадцати лет игры в футбол Ди Орио выиграл Национальный любительский кубок, Открытый кубок США, и пяти чемпионатов старшей лиги Кейстона.

### Национальная сборная
Хотя Ди Орио был включён в окончательный список США на чемпионат мира 1950, он так и не сыграл ни одного матча.

## Тренерская карьера
После ухода из спорта в 1959 году Ди Орио начал тренировать футбольные команды. В 1971 году он стал президентом футбольной ассоциации Западного Пенна.

## Вне футбола
Хотя футбол оставался в центре жизни Ди Орио, в том числе благодаря футболу он познакомился со своей женой. Команду Ди Орио спонсировал пивной сад её отца, «Джекс Саппер Клаб». Сам Ди Орио зарабатывал на жизнь на заводе в Питсбурге, штат Пенсильвания. Он также работал в отделе технического обслуживания дорог округа.
Ди Орио в 1976 году наряду с остальными игроками США на чемпионате мира 1950 был включён в Зал национальной футбольной славы. Он также включён в региональный зал славы и зал славы штата.
Он умер от рака толстой кишки 11 сентября 2003 года.